# أوري داهان
أوري داهان (بالعبرية: אורי דהן‏) هو لاعب كرة قدم إسرائيلي، ولد في 7 ديسمبر 1999 في حتسور هجليليت في إسرائيل.

## وصلات خارجية
- أوري داهان على موقع الاتحاد الأوربي (الإنجليزية)
- أوري داهان على موقع قاعدة بيانات كرة القدم.إي يو (الإنجليزية)
- أوري داهان على موقع Soccerway.com (الإنجليزية)
- أوري داهان على موقع عالم كرة القدم.نت (الإنجليزية)